# Bingham (Maine)
Bingham és una població dels Estats Units a l'estat de Maine (EUA). Segons el cens del 2000 tenia 989 habitants.

## Demografia
Segons el cens del 2000, Bingham tenia 989 habitants, 420 habitatges, i 267 famílies. La densitat de població era d'11 habitants per km².
Dels 420 habitatges en un 26,7% hi vivien nens de menys de 18 anys, en un 46,9% hi vivien parelles casades, en un 11,4% dones solteres, i en un 36,2% no eren unitats familiars. En el 29% dels habitatges hi vivien persones soles el 13,8% de les quals corresponia a persones de 65 anys o més que vivien soles. El nombre mitjà de persones vivint en cada habitatge era de 2,3 i el nombre mitjà de persones que vivien en cada família era de 2,8.
Per edats la població es repartia de la següent manera: un 22,9% tenia menys de 18 anys, un 6,3% entre 18 i 24, un 26,3% entre 25 i 44, un 23,7% de 45 a 60 i un 20,9% 65 anys o més.
L'edat mediana era de 41 anys. Per cada 100 dones de 18 o més anys hi havia 91,7 homes.
La renda mediana per habitatge era de 28.200 $ i la renda mediana per família de 31.538 $. Els homes tenien una renda mediana de 25.990 $ mentre que les dones 16.750 $. La renda per capita de la població era de 19.724 $. Entorn del 15,6% de les famílies i el 19,3% de la població estaven per davall del llindar de pobresa.